# Universidade Estadual de Feira de Santana
Universidade Estadual de Feira de Santana (UEFS), também conhecida como Universidade de Feira de Santana, é uma instituição pública brasileira de ensino superior sediada na cidade de Feira de Santana, localizada no agreste baiano, apresentando campi avançados também nos municípios de Santo Amaro, situado no Recôncavo Baiano, e Lençóis, na região serrana da Chapada Diamantina. Até a década de 2010, quando inaugurou-se um campus da Universidade Federal do Recôncavo da Bahia (UFRB) em Feira de Santana, era a única universidade pública presente na cidade. A UEFS é a terceira universidade mais antiga da Bahia (a segunda, se consideradas somente as universidades públicas) e também a primeira das quatro universidades estaduais a ser implementada pelo governo baiano no intuito de expandir e interiorizar a educação superior no estado. Caracterizada como uma autarquia mantida pela Secretaria da Educação do Estado da Bahia, a instituição exerce atividades de ensino, pesquisa e extensão em diversas áreas do conhecimento.
Situada no segundo maior município da Bahia, sendo esse um dos maiores do Brasil em termos populacionais, a Universidade atende uma demanda de estudantes locais e de outras cidades próximas, incluindo Salvador, como consequência da proximidade com essas cidades e da baixa oferta de vagas no ensino superior público brasileiro. É a segunda universidade pública mais antiga da Bahia e a mais antiga dentre as estaduais, considerando-se a data de reconhecimento como uma universidade pelo poder público, sendo a terceira maior universidade pública na Bahia em número total de alunos e a única situada em Feira de Santana.
A UEFS destaca-se no cenário nacional por possuir cursos tradicionais, como Administração, Ciências Biológicas, Ciências Contábeis, Ciências Farmacêuticas, Direito, Enfermagem, Educação Física, Física, Medicina, Odontologia e Pedagogia, reconhecidos entre os melhores do país. Consequentemente reconhecida como uma das instituições de ensino superior mais importantes do Brasil, obtém a segunda maior produção científica significativa dentre todas as universidades baianas. A UEFS está entre as 15 melhores universidades brasileiras, de acordo com o Ministério da Educação, que divulgou o ranking baseado na porcentagem de cursos com nota 5 na avaliação do Enade (Exame Nacional de Desempenho dos Estudantes).". Em 2019, a UEFS foi considerada pelo Ranking Universitário da Folha de S.Paulo (RUF) a 58.ª melhor universidade do país e 2.ª do Estado da Bahia.
Nos programas de extensão, a Universidade destaca a valorização e a difusão da cultura do sertanejo nordestino, tendo em seu Campus Universitário o Museu Casa do Sertão, além de criar e incentivar outros programas voltados à sociedade em geral, como a oferta de cursos, as manifestações artísticas e a promoção de eventos voltados à cultura local e geral. A Universidade também se destaca pelo seu investimento em pesquisa.
A concepção artística do brasão da UEFS deveu-se ao beneditino Paulo Lachenmayer e o seu lema, o termo em latim "sitientibus", significa "aos que têm sede".

## História
Em 1968, após um decreto do então Governador do Estado da Bahia Luiz Viana Filho, é instalada a Faculdade de Educação de Feira de Santana, precursora da Universidade. Durante os anos seguintes, as atividades acadêmicas da Faculdade prosseguiram enquanto algumas lideranças estudavam a possibilidade de implantação da Universidade de Feira de Santana.
A Fundação Universidade de Feira de Santana (FUFS), como era denominada anteriormente, foi criada através da Lei Estadual nº 2 784, de 24 de janeiro de 1970, autorizando o Poder Executivo a instituir a nova Universidade sob forma de uma fundação e a definir-lhe o seu patrimônio. Organizada de acordo com o Centro de Estudos Interdisciplinares para o Setor Público (ISP), ligado à Universidade Federal da Bahia (UFBA), a Fundação Universidade de Feira de Santana foi estruturada fundamentalmente em dois princípios da Reforma Universitária: o de não duplicação de meios para fins idênticos ou equivalentes e o da indissociabilidade do ensino, pesquisa e extensão, escolhendo-se a possibilidade de integração estrutural oferecida pela Lei Federal nº 5 540, de 28 de novembro de 1968, que opera com base na ligação direta entre os departamentos e a Administração Superior da Universidade, eliminando a possível existência de coordenação administrativa em um nível intermediário (centros, institutos, faculdades ou escolas), uma vez que tais coordenações autônomas geram a fragmentação de uma instituição e impedem parcialmente de obter-se um maior fluxo do conhecimento acadêmico entre as mais diversas áreas, além de gerar maiores custos com funcionários.

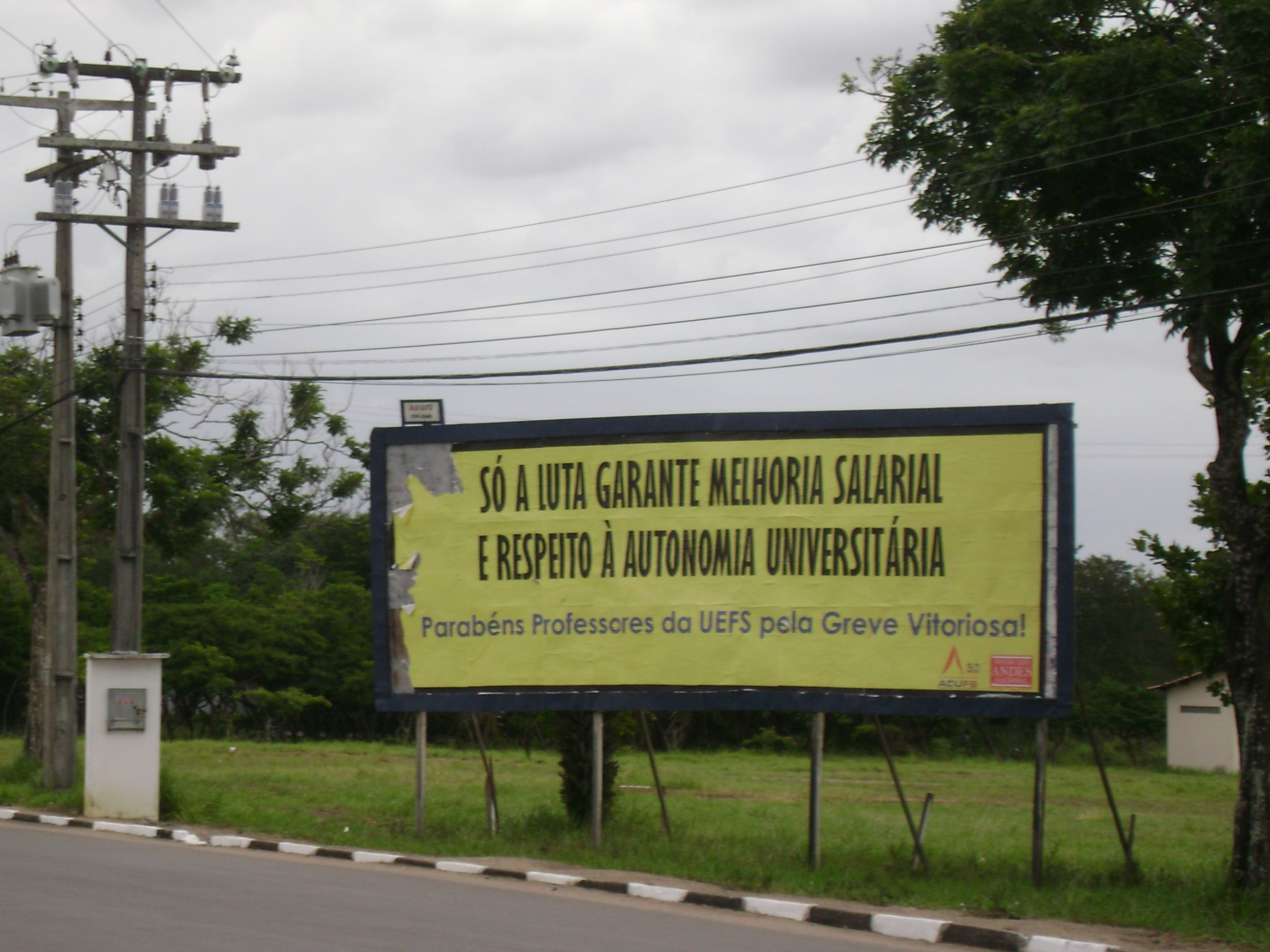
Assim como outras universidades brasileiras, a UEFS presenciou greves desde a década de 2000. Na imagem, um cartaz instalado após uma greve no primeiro semestre de 2011.

Em 8 de agosto de 1975 foi encaminhado o documento "Razões de uma Instituição" ao Conselho Federal de Educação e o Parecer CFE nº 26, de 27 de janeiro de 1976, recomenda a autorização do funcionamento da Universidade, sendo autorizado pelo Decreto Federal  nº 77 496, de 27 de abril de 1976, baseado no parecer. Em seguida, no dia 31 de maio de 1976, a Universidade é instalada solenemente apresentando oito cursos: bacharelados em Administração; em Ciências Contábeis; em Ciências Econômicas; em Enfermagem; e em Engenharia de Operações – Modalidade Construção Civil; e licenciaturas de 1.º e 2.º graus em Letras – Francês e Inglês; Plena em Ciências (com habilitação em Matemática e Biologia e em Ciências 1º grau); e Plena em Estudos Sociais (com habilitação em Educação Moral e Cívica e em Estudos Sociais 1º grau).
Através da Lei Delegada nº 11, de 29 de dezembro de 1980, é extinta a Fundação Universidade de Feira de Santana e, em seguida, é criada a Autarquia Universidade Estadual de Feira de Santana (UEFS) pela Lei Delegada nº 12, de 30 de dezembro de 1980, consolidando o Campus Universitário e sua estrutura física, a Administração Universitária e as normas. A Universidade passa a ser reconhecida pela Portaria Ministerial nº 874, de 19 de dezembro de 1986, e recredenciada pelo Decreto Estadual nº 9 271, de 14 de dezembro de 2004.

## Estrutura

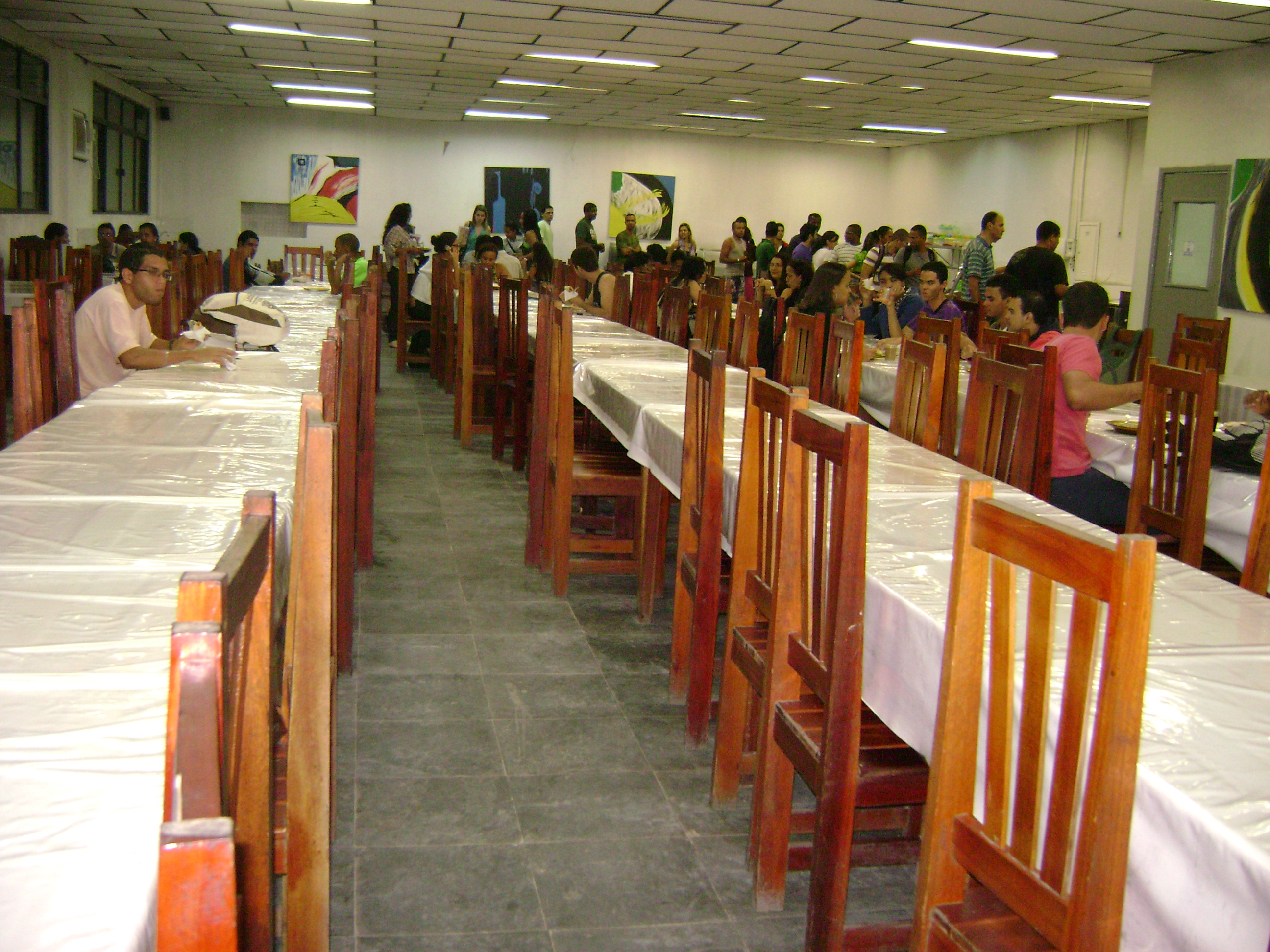
Restaurante Universitário da UEFS

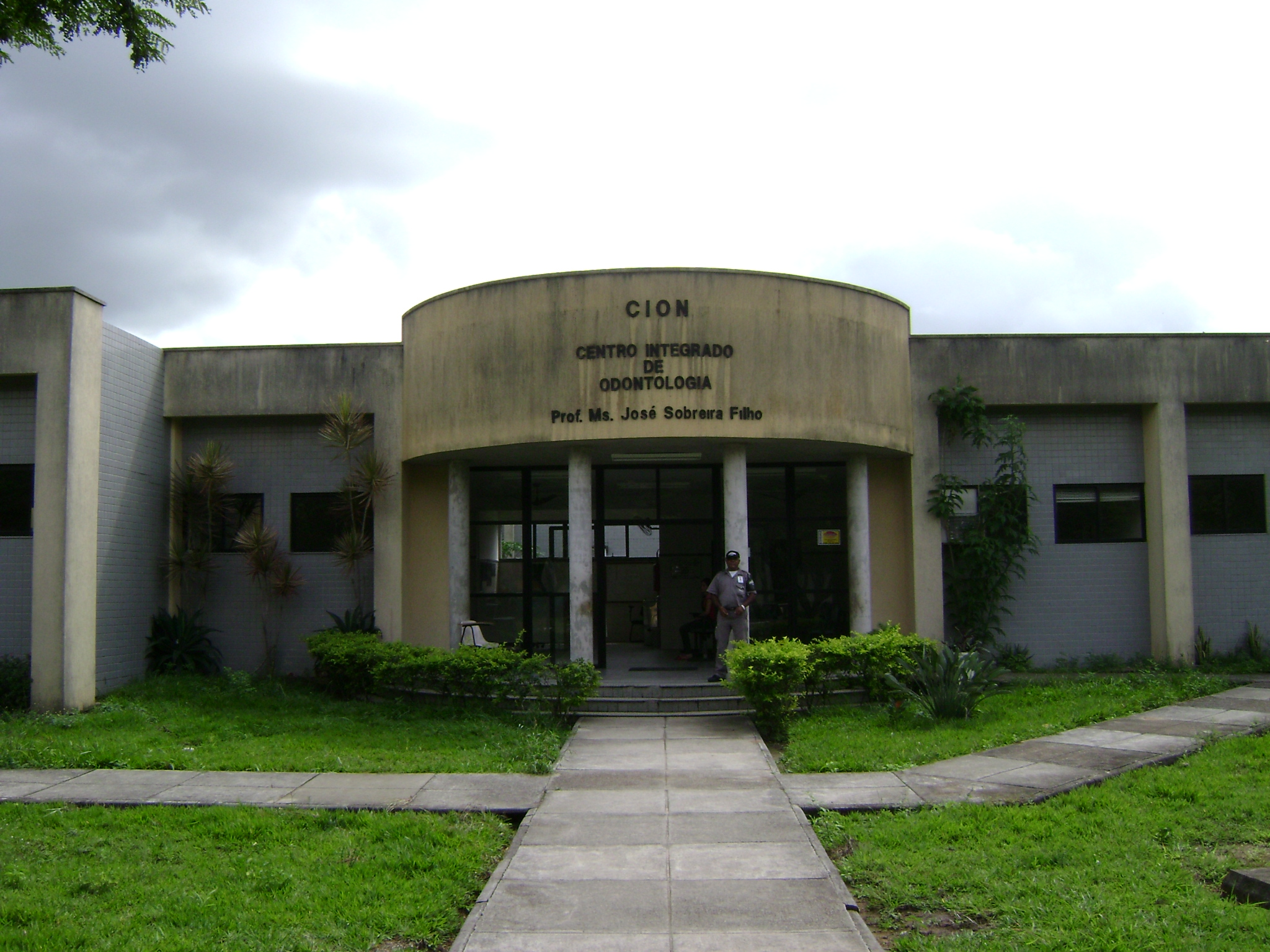
Centro Integrado de Odontologia da UEFS

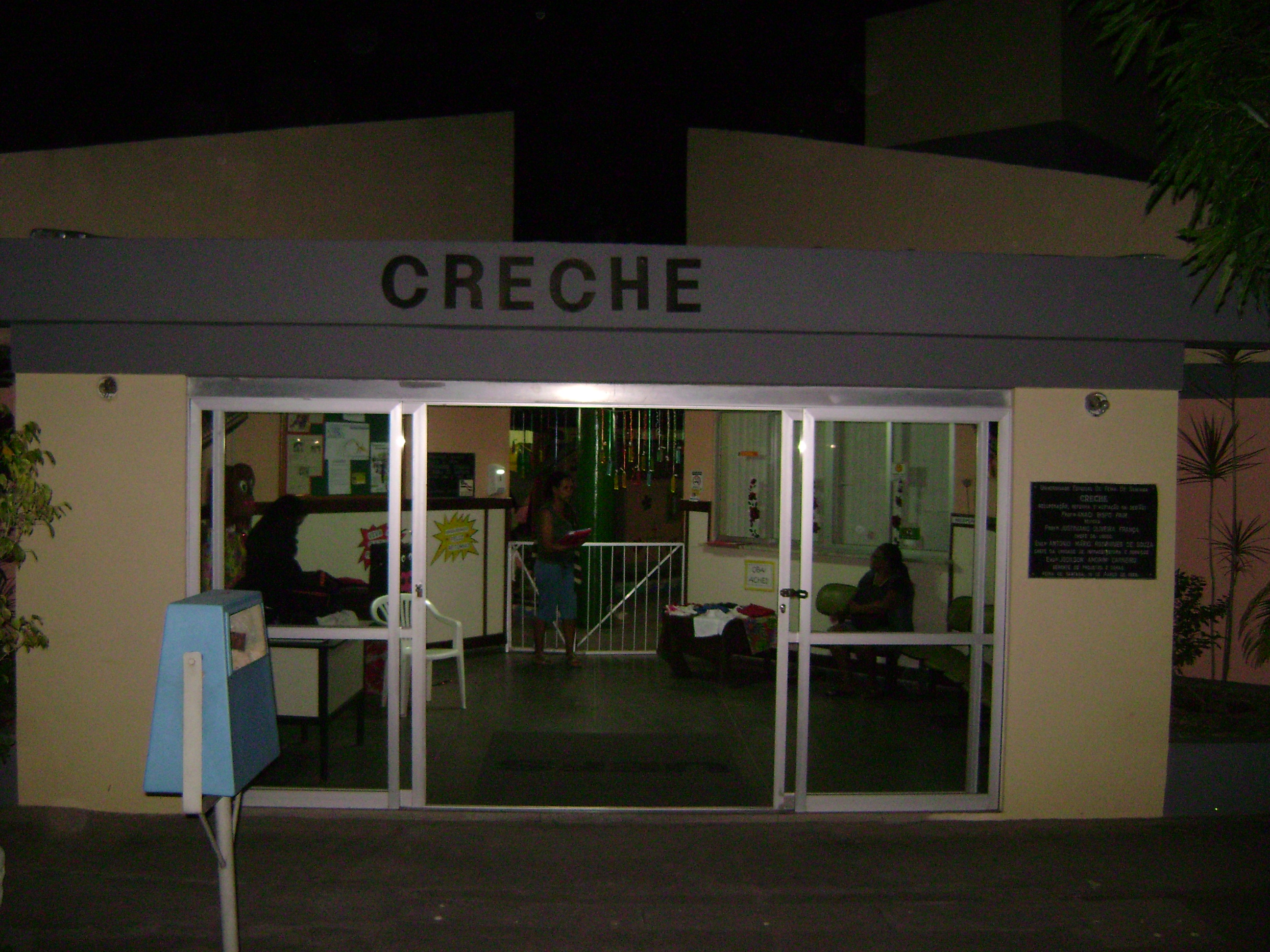
A Universidade oferece desde o ensino infantil até cursos de pós-graduação.

A UEFS possui sete módulos em seu Campus Universitário, sediado em Feira de Santana, onde são desenvolvidos as atividades acadêmicas com a disponibilização de salas de aula, auditórios, salas de vídeo, laboratórios e variados recursos focados no aprendizado estudantil. Também localizam-se nos módulos os diretórios acadêmicos dos cursos (DA), o Diretório Central dos Estudantes (DCE), os colegiados dos curso oferecidos, os departamentos e outros órgãos estruturais voltados ao desenvolvimento acadêmico. Conta também com dois Campi Avançados nas cidades de Lençóis e Santo Amaro da Purificação, uma biblioteca central e outras oito bibliotecas setoriais, um centro de informática e um parque esportivo, composto por principalmente por salas de aulas e de grupos de pesquisa, laboratório de atividades físicas, três quadras poliesportivas, uma quadra de tênis, uma caixa de saltos e uma piscina semiolímpica.
Além dessas estruturas acadêmicas, a UEFS dispõe também de um Restaurante Universitário (também denominado de Bandejão, que já foi alvo de manifestações e protestos por conta dos universitários), uma creche, do Centro de Educação Básica (CEB), da Residência Universitária (RESI), do Observatório Astronômico Antares, de uma estação climatológica, do Centro de Treinamento Xavantes, da Sede de Educação Ambiental, do Centro Universitário de Cultura e Arte (CUCA), do Centro de Cultura Amélio Amorim (CCAA), do Museu Casa do Sertão e de seis clínicas odontológicas, dentre outras estruturas propícias para a produção, pesquisa e divulgação de conhecimento acadêmico.

### Organização

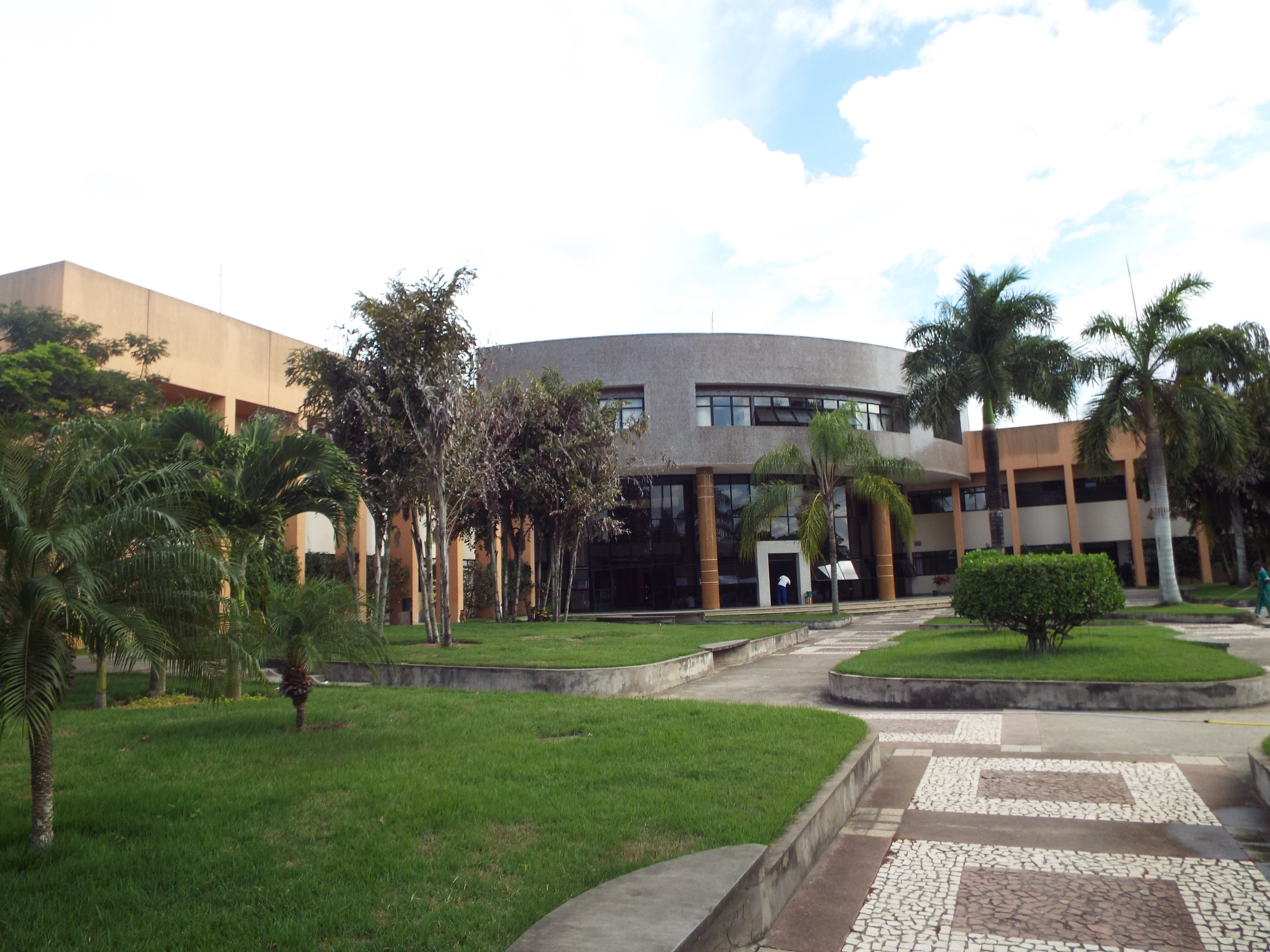
Reitoria da UEFS

Como já afirmado anteriormente, a UEFS não é dividida em escolas, institutos, faculdades ou centros autônomos para a organização e produção do ensino, da pesquisa e da extensão das áreas de conhecimento, sendo da Administração Superior da Universidade e seus órgãos subordinados a responsabilidade por tal organização. A administração da UEFS é dividida entre a Administração Superior, composta pelos Conselhos Superiores e pela Reitoria e responsável pela coordenação e execução da política administrativa da UEFS, assim como pela revisão do conjunto, e a Administração Básica e Adstrita, composta por Órgãos da Administração Adstrita e pelos Órgãos de Ensino, Pesquisa e Extensão, tendo a função de coordenar e executar as atividades acadêmicas, seguindo os termos do Regulamento da Autarquia e dos Regimentos Internos da Instituição, não possuindo, portanto, qualquer tipo de autonomia.
- Administração Superior
  - Conselho Superior Administrativo (CONSAD): por razões de reivindicações dos corpos docente e discente, por acreditarem numa possível interferência do Estado na autonomia da Universidade, o CONSAD reuniu-se poucas vezes e cabe ao órgão, presidido pelo Secretário de Educação do Governo do Estado da Bahia, deliberar sobre as questões administrativas e financeiras.
  - Conselho Superior de Ensino, Pesquisa e Extensão (CONSEPE): define o funcionamento e a organização das atividades acadêmicas.
  - Conselho Superior Universitário (CONSU): responsável por definir as práticas gerais da instituição, sejam elas administrativas ou acadêmicas.
  - Pró-reitoria de Administração e Finanças (PROAD): reúne os órgãos responsáveis pela área administrativa da Universidade.
  - Pró-reitoria de Extensão (PROEX): responsável pelas diretrizes da extensão universitária.
  - Pró-reitoria de Graduação (PROGRAD): define as diretrizes relacionadas ao ensino da graduação.
  - Pró-reitoria de Pesquisa e Pós-graduação (PPPG): relacionado ao ensino da pós-graduação e pelas diretrizes da pesquisa.
  - Pró-reitoria de Políticas Afirmativas e Assuntos Estudantis (PROPAAE) [42]: propor, planejar e acompanhar as Políticas de Ações Afirmativas no âmbito da Universidade Estadual de Feira de Santana visando atender a comunidade universitária.
  - Pró-reitoria de Gestão e Desenvolvimento de Pessoas (PGDP) [43]: assessorar a Reitoria, Pró-Reitorias e demais Unidades nos assuntos pertinentes às políticas de Gestão e Desenvolvimento de Pessoas, buscando promover a qualidade de vida no trabalho, a valorização dos/as servidores/as, e a eficiência na administração do quadro de pessoal da Universidade, composto por servidores docentes e técnicos e demais colaboradores.

- Administração Básica e Adstrita

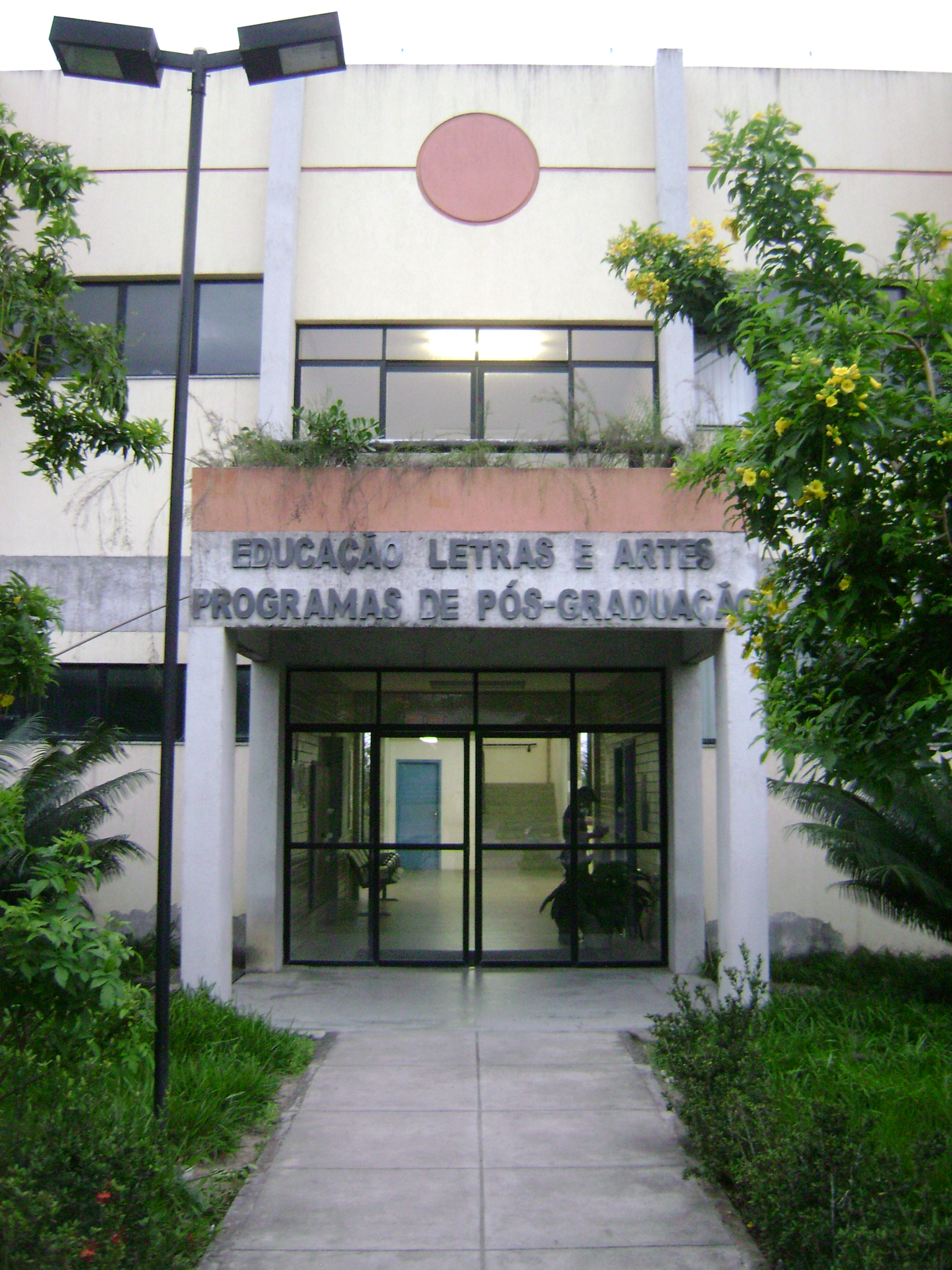
Departamento de Letras e Artes

  - Colegiados: cada curso universitário possui um colegiado responsável pela elaboração, coordenação e supervisão do curso em questão e é formado pelos funcionários e pelos docentes do curso, contando também com a representação estudantil. Cabem aos colegiados negociar professores junto aos departamentos para lecionar as disciplinas do seu respectivo curso.
  - Departamentos: cabem aos nove departamentos a disponibilização de matérias para os mais diversos cursos da Universidade e por outras atividades ligadas ao ensino, à pesquisa e à extensão, como a oferta de cursos de pós-graduação.
    - Departamento de Ciências Biológicas (DCBIO)
    - Departamento de Ciências Exatas (DEXA)
    - Departamento de Ciências Humanas e Filosofia (DCHF)
    - Departamento de Ciências Sociais Aplicadas (DCIS)
    - Departamento de Educação (DEDU)
    - Departamento de Física (DFIS)
    - Departamento de Letras e Artes (DLA, antigo DLET)
    - Departamento de Saúde (DSAU)
    - Departamento de Tecnologia (DTEC)

  - Outros órgãos adstritos: além dos colegiados e departamentos, a Administração Básica e Adstrita possui outros órgãos subordinados à Administração Superior da Universidade, como a Divisão de Assuntos Acadêmicos (DAA), órgão ligado à PROGRAD.

### Reitores e vice-reitores

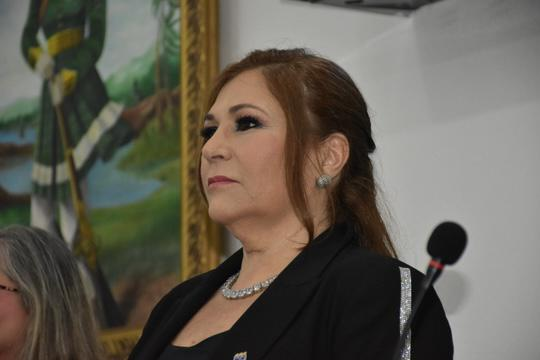
Amali Mussi, atual reitora da UEFS

Durante o regime de fundação da instituição, os presidentes e os vice-presidentes da Fundação Universidade de Feira de Santana respondiam aos cargos de reitores e vice-reitores da Universidade, respectivamente, sendo o médico Geraldo Leite o primeiro presidente e reitor, não havendo, até 1979, nomeação para vice-presidente e vice-reitor. Em 23 de fevereiro de 1979, após a renúncia de Geraldo Leite, o conselheiro Waldy da Silva Pitombo é nomeado ao cargo de presidente da Fundação Universidade de Feira de Santana e, consequentemente, exerce o cargo de reitor até 11 de abril de 1979, data da eleição de José Maria Nunes Marques a presidente e Renato de Andrade Galvão a vice-presidente. Após o reconhecimento como autarquia, no final do ano de 1980, os cargos de presidência são extintos, sendo o presidente e o vice-presidente em exercício nomeados aos cargos da reitoria.
| Período                 | Reitor                               | Vice-reitor                           |
| ----------------------- | ------------------------------------ | ------------------------------------- |
| 1976 a 1979             | Geraldo Leite                        | —                                     |
| 1979 a 1983 1983 a 1987 | José Maria Nunes Marques             | Renato de Andrade Galvão              |
| 1987 a 1991             | Yara Maria Cunha Pires               | Erivaldo Fagundes Neves               |
| 1991 a 1995             | Josué da Silva Mello                 | Joaquim Pondé Filho                   |
| 1995 a 1999 1999 a 2003 | Anaci Bispo Paim                     | José Onofre Gurjão Boavista da Cunha  |
| 2003 a 2007             | José Onofre Gurjão Boavista da Cunha | Évila de Oliveira Reis Santana        |
| 2007 a 2011             | José Carlos Barreto de Santana       | Washington de Almeida Moura           |
| 2011 a 2015             | José Carlos Barreto de Santana       | Genival Corrêa de Souza               |
| 2015 a 2019             | Evandro do Nascimento Silva          | Norma Lúcia Fernandes de Almeida      |
| 2019 a 2023             | Evandro do Nascimento Silva          | Amali de Angelis Mussi                |
| 2023 a 2024             | Amali de Angelis Mussi               | Evanilda Souza de Santana Carvalho    |
| 2024 a 2027             | Amali de Angelis Mussi               | Rita de Cássia Brêda Mascarenhas Lima |

### Campus

Mapa da Bahia com os municípios com campi da UEFS

Os dois campi avançados da UEFS oferecem cursos rotativos e descentralizados de graduação e pós-graduação. A necessidade de um curso é identificada a partir de critérios observados das áreas de abrangência de cada campus, como a utilidade social e a identificação da demanda. Além de oferecer cursos, os campi possuem suas estruturas voltadas às pesquisas e aos programas de extensão que possuem relação com os respectivos locais de atuação.

#### Câmpus Avançado de Santo Amaro
Sendo o primeiro Campus Avançado instalado, em 1997, funciona em um casarão histórico do século XIX doado pela Prefeitura Municipal de Santo Amaro da Purificação, o Solar do Biju. O prédio, tombado pouco tempo depois depois da doação, passou por reformas e foi restaurado para os devidos fins acadêmicos. Oferece dois cursos de graduação (licenciaturas plenas em Ensino Fundamental e em Letras Vernáculas). Dispõe também de três núcleos temáticos: Escola Básica, Estudos do Mar, e Pró-Memória do Município de Santo Amaro e do Recôncavo Baiano.
Também localizam-se no Campus a Biblioteca Setorial Solar do Biju e o Museu Galeria de Arte Caetano Veloso, que servem de apoio às atividades promovidas.

#### Câmpus Avançado da Chapada Diamantina

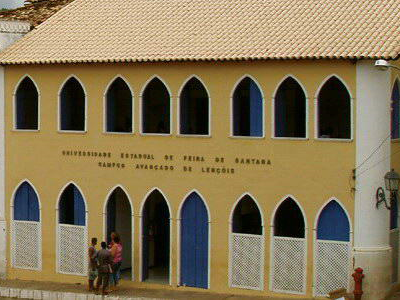
Campus Avançado da Chapada Diamantina

O Campus Avançado da Chapada Diamantina funciona no antigo casarão de Sinhazinha Sobral, monumento histórico localizado na cidade baiana de Lençóis. O Memorial da Chapada Diamantina foi a primeira implementação no Campus e inclui o Museu do Coronelismo, o Museu de Garimpo, o Museu de Geologia e o Museu de Jarê. Também possui de quatro núcleos temáticos de pesquisa e extensão: Ciências Biológicas, Ciências Humanas, Escola Básica e Geociências. Possui as atividades de ensino voltadas principalmente para as áreas de Geociências e Botânica, sendo oferecidos cursos de graduação sob o modelo do Plano Nacional de Formação de Professores da Educação Básica (PARFOR), destacando-se os seguintes cursos: licenciaturas em Ciências Biológicas; em Matemática; e em Letras com habilitação em Inglês.

### Sistema Integrado de Bibliotecas
O Sistema Integrado de Bibliotecas da UEFS (SISBI-UEFS) é composto de uma biblioteca central, localizada no Campus Universitário, e por outras oito bibliotecas espalhadas nas cidades de Feira de Santana, Lençóis e Santo Amaro da Purificação. O SISBI-UEFS possui cerca de 93 mil títulos, 240 mil exemplares e três mil periódicos, obtendo um fluxo de atendimentos de aproximadamente 400 mil por ano entre consultas e empréstimos, atendendo a uma comunidade geral com cerca de 25 mil pessoas.
- Biblioteca Central Julieta Carteado (BCJC): com o prédio construído dez anos após a fundação da Universidade, localizada em local provisório anteriormente, localiza-se no Campus Universitário e reúne o acervo de todos os cursos oferecidos pela UEFS, além de oferecer computadores para pesquisas. Também é a única biblioteca com possibilidade de empréstimo de livros aos alunos dos cursos regulares.
- Bibliotecas setoriais
  - Biblioteca do Centro de Educação Básica: localiza-se no Centro de Educação Básica (CEB), no Campus Universitário, e possui o acervo voltado aos alunos do CEB, dispondo de materiais de estudo em níveis de 1º e 2º graus.
  - Biblioteca Setorial Campus da Chapada Diamantina: situado no Campus Avançado da Chapada Diamantina, possui material voltado aos cursos rotativamente ministrados no local.
  - Biblioteca Setorial do Observatório Astronômico Antares: possui acervo voltado à astronomia e astrofísica e localiza-se no Observatório Antares, em Feira de Santana.
  - Biblioteca Setorial Ernesto Simões Filho: situada no Centro Universitário de Cultura e Arte (CUCA), em Feira de Santana, possui acervo dedicado à história da arte.
  - Biblioteca Setorial Monteiro Lobato: localiza-se em Feira de Santana, oferecendo material didático voltado aos ensinos fundamental e médio.
  - Biblioteca Setorial Pierre Klose: com acervo voltado à arte e cultura, também localiza-se no Centro Universitário de Cultura e Arte (CUCA).
  - Biblioteca Setorial Monsenhor Renato Galvão: localizado no Museu Casa do Sertão, no Campus Universitário, dedica o acervo à cultura do sertão nordestino.
  - Biblioteca Setorial Solar do Biju: situa-se no Campus Avançado de Santo Amaro da Purificação e, assim como no Campus da Chapada Diamantina, oferece acervo dedicado aos cursos rotativos oferecidos no respectivo município.

## Ensino

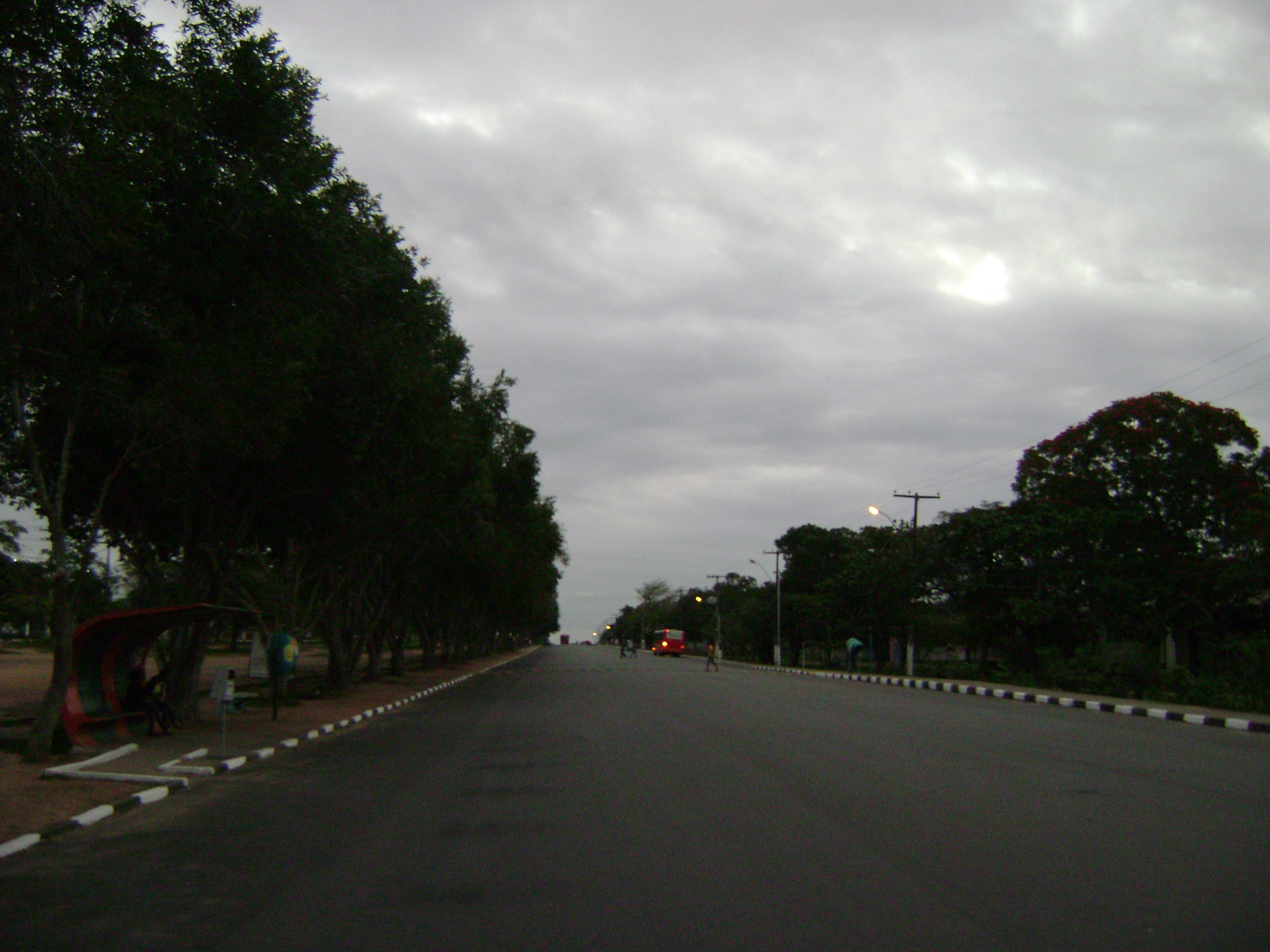
Rua dentro do campus da universidade.

A Universidade dispõe de 29 cursos regulares de graduação divididos em quatro grandes áreas do conhecimento, sendo quinze cursos de bacharelado e quatorze cursos de licenciatura. Oferece 1 786 vagas anuais para o ingresso no ensino superior (sendo 96 dessas vagas anuais a mais, além das 1 690 previstas, reservadas para grupos indígenas e membros da comunidade quilombola, segundo a Resolução CONSU 034/06), possuindo uma concorrência geral em torno de dezesseis candidatos por vaga nos processos seletivos.
A UEFS também oferece 21 cursos de pós-graduação lato sensu (especialização) e 22 cursos de pós-graduação stricto sensu (mestrado profissional, mestrado e doutorado), sendo cinco desses cursos oferecidos em parceria com outras instituições de ensino superior.